# Bagher Khan
Bagher Khan (en persan : باقرخان), né à Tabriz, en 1862, et mort à Qasr-e Chirin, en Iran, le 12 novembre 1911, fut un des personnages clés de la révolution constitutionnelle de l'Iran. Il était de l'origine Iranienne Azéri.

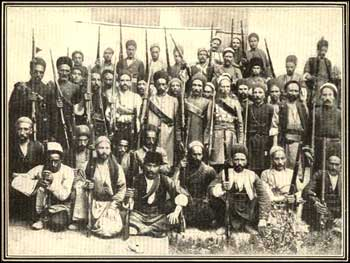
Constitutionalistes de Tabriz. Les deux hommes au centre sont Sattar Khan et Bagher Khan.
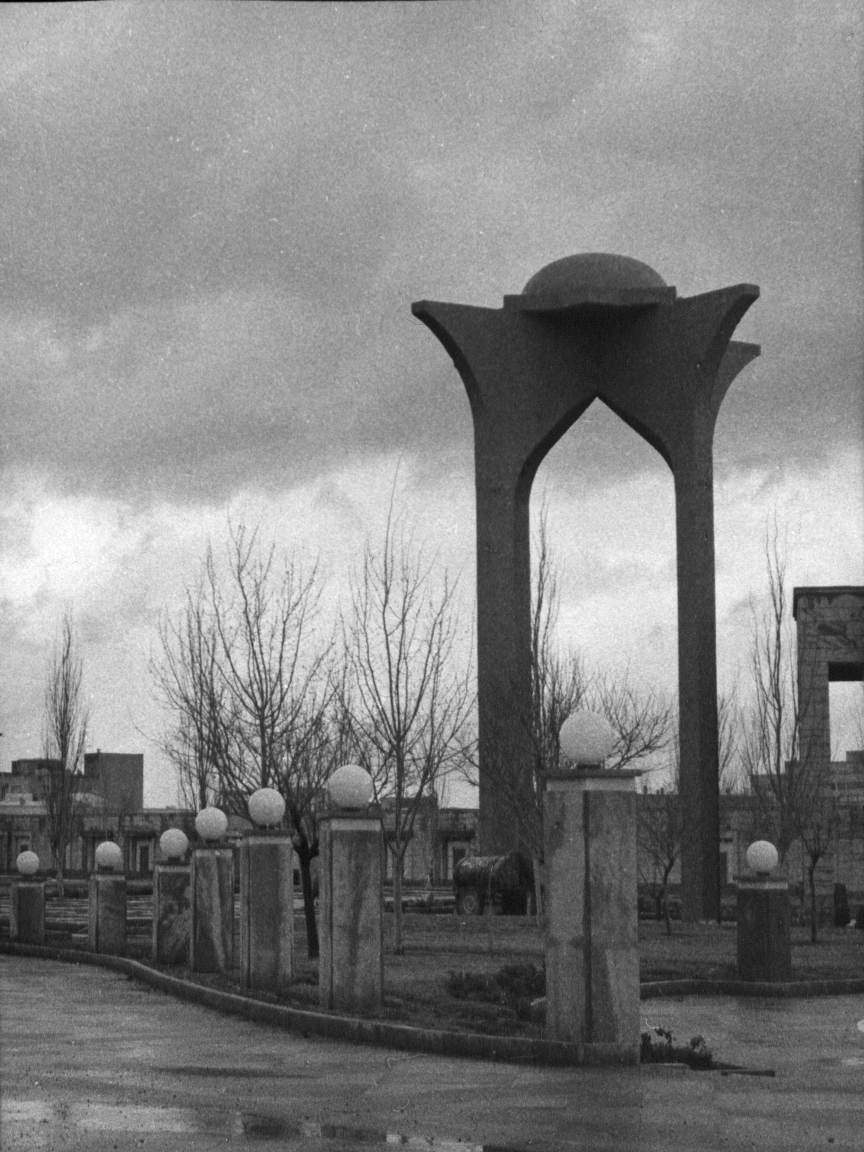
Tombe de Bagher Khan au cimetière de Toobaeyye à Tabriz.